# Tanya Harford
Tanya Harford (Città del Capo, 28 novembre 1958) è una tennista sudafricana.

## Biografia
Durante la sua carriera vinse il doppio al Roland Garros nel 1981 battendo la coppia composta da Paula Smith e Candy Reynolds in due set (6-1, 6-3), la sua compagna nell'occasione era la connazionale Rosalyn Fairbank.
Sempre in coppia con Fairbank nello stesso anno vinse il doppio al German Open di Berlino battendo in finale Sue Barker e Renáta Tomanová per 6-3, 6-4. Al Torneo di Wimbledon del 1981 giunse alle semifinali, le due vennero sconfitte dalla coppia poi vincente del titolo Martina Navrátilová e Pam Shriver.
Nel singolare giunse al terzo turno nell'US Open del 1977 dove venne sconfitta da Martina Navrátilová.